# Verneil-le-Chétif
Verneil-le-Chétif ist eine französische Gemeinde mit 586 Einwohnern (Stand: 1. Januar 2022) im Département Sarthe in der Region Pays de la Loire. Sie gehört zum Arrondissement La Flèche und zum Kanton Le Lude. Die Bewohner nennen sich Vernaliens.

## Geographie
Verneil-le-Chétif liegt etwa 28 Kilometer südlich von Le Mans am Flüsschen Gruau. Umgeben wird Verneil-le-Chétif von den Nachbargemeinden Mayet im Norden und Westen, Lavernat im Osten, Vaas im Süden sowie Aubigné-Racan im Westen und Südwesten.

## Geschichte
Der Name des Dorfes ist abgeleitet von verno (gallisch: Ulme). Es lag an der Römerstraße von Tours nach Le Mans. Sein lateinischer Name war Vernolium.
In der Nacht vom 12. auf den 13. November 1940 ermordete der Einbrecher Georges Lecoz den Besitzer eines Schmuckgeschäfts in Verneil-le-Chétif. In seiner Gefangenschaft in Le Mans wurde er von der Gestapo als Kollaborateur rekrutiert und am 2. Mai 1941 laufen gelassen.

## Bevölkerungsentwicklung
| 1962                       | 1968 | 1975 | 1982 | 1990 | 1999 | 2006 | 2017 |
| -------------------------- | ---- | ---- | ---- | ---- | ---- | ---- | ---- |
| 727                        | 671  | 564  | 523  | 434  | 522  | 682  | 613  |
| Quellen: Cassini und INSEE |      |      |      |      |      |      |      |

## Sehenswürdigkeiten
- Kirche Saint-Denis aus dem 11. Jahrhundert, Umbauten aus dem 16. Jahrhundert
- Schloss Mangé, ursprünglich Burganlage aus dem 11. Jahrhundert, zum Schloss umgebaut im 19. Jahrhundert

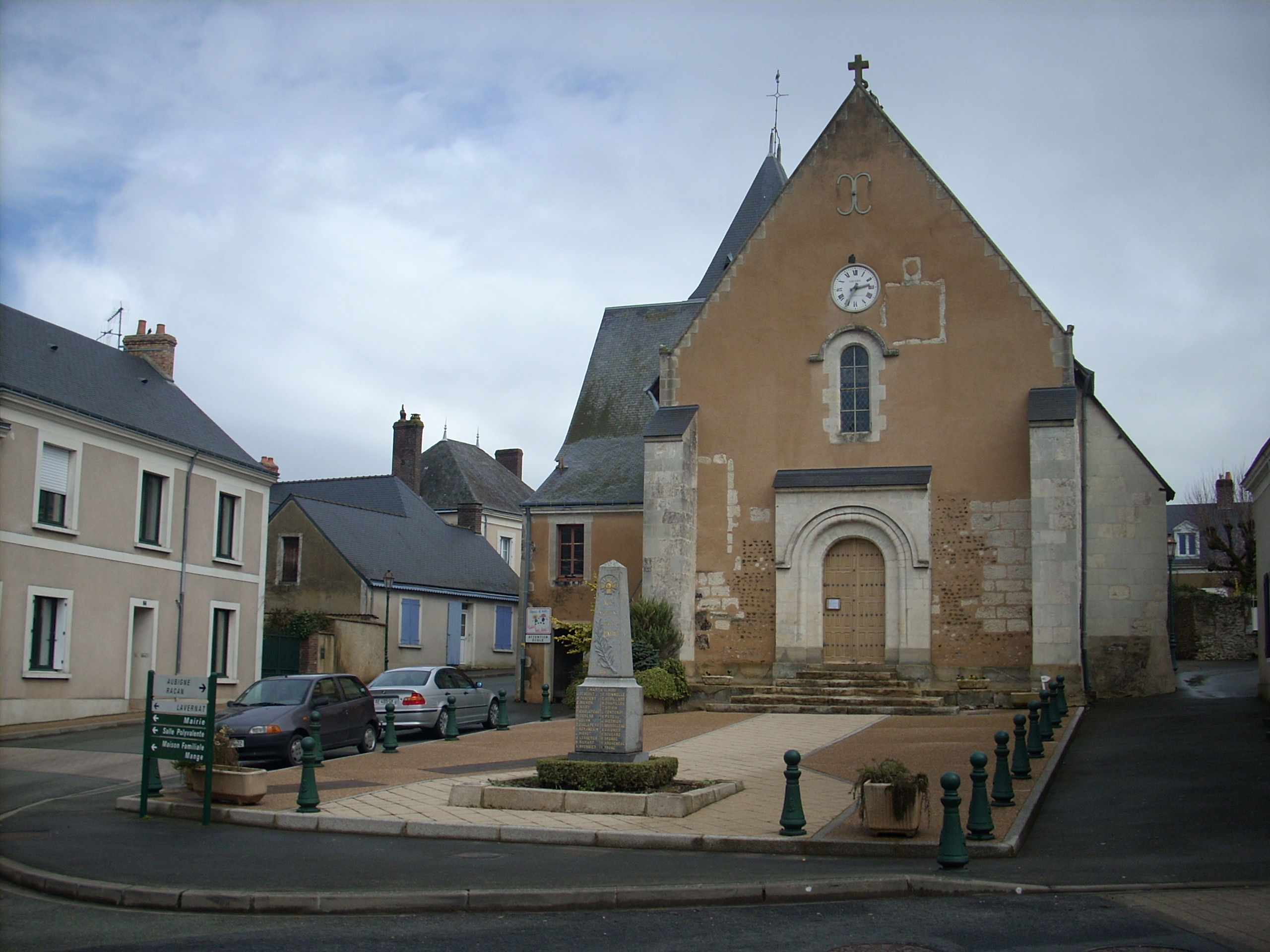
Kirche Saint-Denis
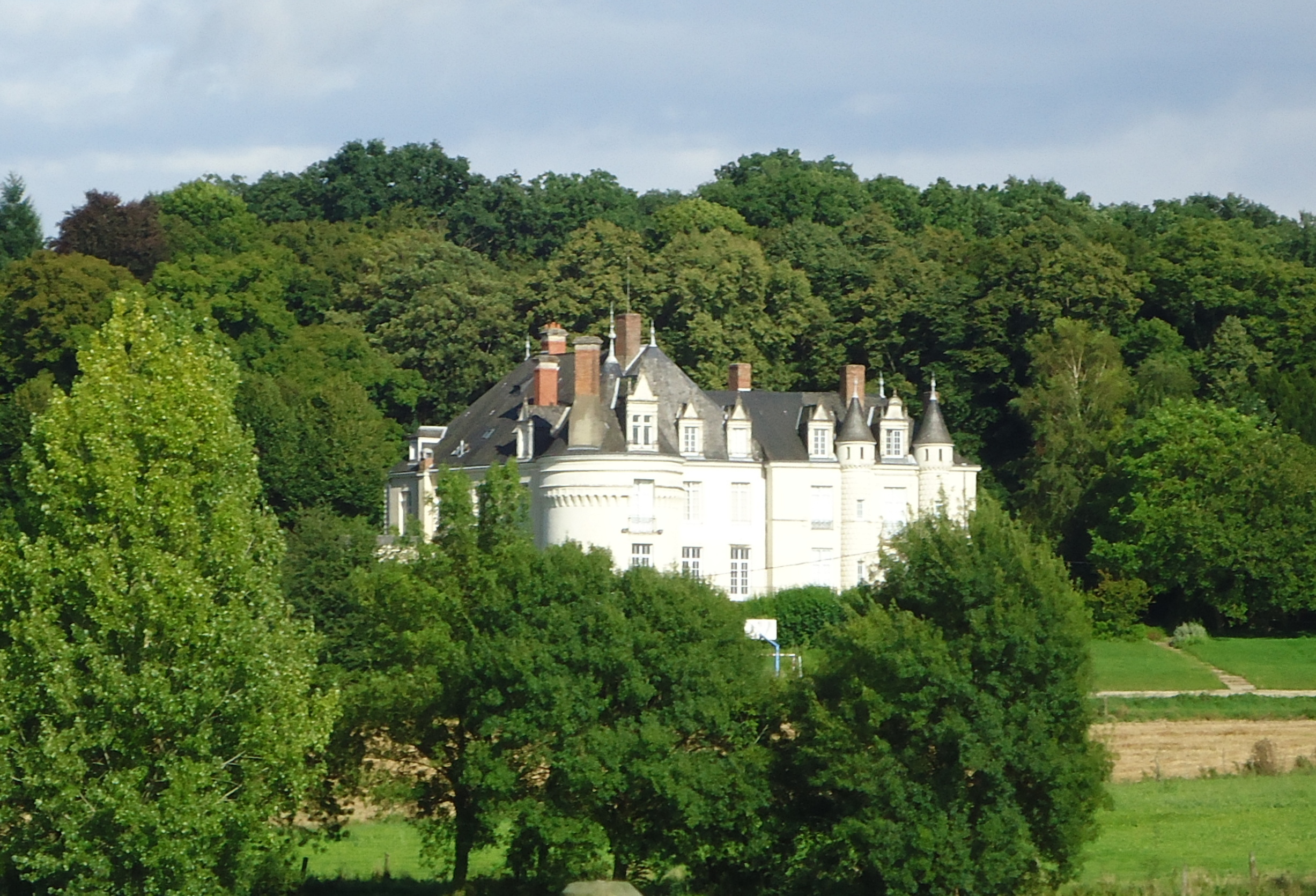
Schloss Mangé